# Jiří Šedivý
Jiří Šedivý, né le 20 août 1963 à Prague, est un homme politique et ambassadeur tchèque. Depuis mai 2020, il est directeur exécutif de l'Agence européenne de défense.